# Leptolalax eos
Cóc núi eos (Danh pháp khoa học: Leptolalax eos) là một loài lưỡng cư mới được phát hiện ở Việt Nam. Chúng phân bố ở hai tỉnh Sơn La và Điện Biên thuộc vùng Tây Bắc Việt Nam, một khu vực cách Vườn Quốc gia Hoàng Liên. Loài này được Ohler mô tả năm 2011 với mẫu chuẩn thu ở Bắc Lào. Cóc núi eos có chiều dài thân 32,7–34,8mm ở con đực và 40,1–45,5mm; mặt trên đầu và lưng nổi các nốt sần nhỏ; màng nhĩ không rõ ràng; phần trên mống mắt màu cam, phần dưới màu vàng, lưng màu nâu – xám với hình tam giác màu nâu nhạt trên đầu; bụng màu trắng hoặc màu kem.